# Parafia św. Michała Archanioła w Jaworowie
Parafia św. Michała Archanioła w Jaworowie – znajduje się w dekanacie  Wiązów w archidiecezji wrocławskiej. Erygowana w XIV wieku.
Obsługiwana przez księży archidiecezjalnych. Jej administratorem  jest ks. mgr Grzegorz Kopij.
Do parafii należą wierni z następujących miejscowości: Bryłów, Bryłówek, Częstocice, Jaworów, Kalinowa, Kłosów i Oleśnica Mała.

## Parafialne księgi metrykalne
| Księgi metrykalne | Okres ewidencji |
| ----------------- | --------------- |
| chrztów           | 1945 -          |
| ślubów            | 1945 -          |
| zgonów            | 1945 -          |